# Njörfatindar
Njörfatindar är en bergstopp i republiken Island. Den ligger i regionen Austurland, 300 km öster om huvudstaden Reykjavík. Toppen på Njörfatindar är 776 meter över havet.
Trakten runt Njörfatindar är nära nog obefolkad, med mindre än två invånare per kvadratkilometer. Det finns inga samhällen i närheten. Trakten runt Njörfatindar består i huvudsak av gräsmarker.